# مدينة المفصل
مدينة المفصل (بالإنجليزية: Knuckle City)‏ هو فيلم رياضة وجريمة جنوب أفريقي صدر سنة 2019 وكتبه وأخرجه جميل كيبيكا. عُرض الفيلم في قسم السينما العالمية المعاصرة في مهرجان تورنتو السينمائي الدولي سنة 2019. اختير الفيلم ليكون الترشيح الرسمي لجنوب أفريقيا بخصوص جائزة الأوسكار لأفضل فيلم روائي طويل دولي في حفل توزيع جوائز الأوسكار الثاني والتسعون، لكنه لم يتم ترشيحه في النهاية.

## طاقم التمثيل
- بونجيل مانتساي في دور دودو نياكاما.
- سيفوييل نغيسي في دور غواتي.
- نوملي نكونييني في دور ما بوكوانا.

## الاستقبال النقدي
حصل الفيلم على موقع روتن توميتوز على تقييم 100% بناء على 7 مراجعات، أي بمُتوسط تقييم 7.75/10.

## روابط خارجية
مدينة المفصل على موقع IMDb (الإنجليزية)
- مدينة المفصل على موقع روتن توميتوز (الإنجليزية)
- مدينة المفصل على موقع قاعدة بيانات الفيلم (الإنجليزية)
- مدينة المفصل على موقع ليتربوكسد (الإنجليزية)
- مدينة المفصل على موقع كينوبويسك (الروسية)